# Roman Pawluczenko
Roman Anatoljewicz Pawluczenko (ros. Роман Анатольевич Павлюченко, ur. 15 grudnia 1981 w Mostowskim) – rosyjski piłkarz grający na pozycji napastnika. Od 2016 występuje w zespole Urał Jekaterynburg. Przed Urałem był zawodnikiem takich klubów jak: Tottenham Hotspur, Dinamo Stawropol, Rotor Wołgograd, Spartak Moskwa, Lokomotiw Moskwa i Kubań Krasnodar.
Karierę piłkarską Pawluczenko rozpoczął w Dinamie Stawropol. W 1999 roku występował w rosyjskiej Pierwszej Dywizji (szczebel II ligi), a w 2000 roku przeszedł do Rotoru Wołgogorad. Jako piłkarz Rotoru zadebiutował w Premjer-Lidze (szczebel I ligi) i grał w nim do końca 2002 roku. Na początku 2003 roku trafił do Spartaka Moskwa, z którym zdobył wówczas Puchar Rosji, a w latach 2006 i 2007 dwukrotnie z rzędu zostawał królem strzelców rosyjskiej ligi. W 2008 roku został sprzedany do Tottenhamu.
20 sierpnia 2003 roku Pawluczenko zadebiutował w reprezentacji Rosji w przegranym 1:2 meczu z reprezentacją Izraela. W 2008 roku został powołany do kadry Rosji na Euro 2008. Na tym turnieju zagrał w 5 spotkaniach i zdobył w nich 3 gole. Z Rosją wywalczył brązowy medal za dojście do półfinału turnieju.
Pawluczenko mierzy 188 cm wzrostu. Wzrost sprawia, że gra dobrze w powietrzu. Więcej goli strzela jednak nogami – gra równie dobrze lewą jak i prawą. Dobrze wykonuje również rzuty wolne. Pawluczenko uważany jest za pracowitego piłkarza. Posiada charakterystyczną dla napastników cechę bycia w odpowiednim miejscu i w odpowiednim momencie. Rosjanin nie należy do najszybszych piłkarzy, pomimo tego potrafi uciec większości nawet najszybszych obrońców.

## Kariera klubowa

### Początki w Stawropolu i Wołgogradzie
Syn Anatolija i Lubow. Urodził się w Mostowskim. Kilka miesięcy później przeniósł się z rodziną do Czerkieska. Ojciec Romana, Anatolij, zabrał syna do trenera lokalnej drużyny, Chasana Kuroczinowa i dzięki niemu Pawluczenko rozpoczął swoją piłkarską karierę. W wieku 16 lat zaczął uczęszczać na treningi w Dinamie Stawropol i mieszkał w internacie tamtejszej szkoły sportowej. W 1999 roku został zawodnikiem dorosłej drużyny Dinama i zadebiutował w jego barwach w rosyjskiej Pierwszej Dywizji (odpowiedniku II ligi). W całym sezonie jako prawy pomocnik rozegrał 31 ligowych spotkań w Dinamie; zdobył jedną bramkę (w przegranym 1:4 wyjazdowym spotkaniu z Lokomotiwem Petersburg). Dinamo, zajmując przedostatnią 21. pozycję, zostało zdegradowane do Drugiej Dywizji (odpowiednika III ligi). Pomimo spadku klubu Pawluczenką interesowali się skauci pierwszoligowych CSKA Moskwa i Szynnika Jarosławl.
Ostatecznie na początku 2000 roku, w oknie transferowym przed rozpoczęciem sezonu 2000 Pawluczenko odszedł z Dinama Stawropol do drużyny Rotoru Wołgograd. Wraz z nim do Wołgogradu przeniosła się jego rodzina, a ojciec, będący z zawodu kierowcą, otrzymał pracę w Rotorze. W klubie tym Pawluczenko zaczął grać na pozycji napastnika. W swoim pierwszym sezonie spędzonym w Rotorze rozegrał 16 spotkań ligowych i zdobył 5 bramek. Premierowego gola w rozgrywkach ekstraklasy rosyjskiej zdobył w 16. kolejce ligowej, rozegranej 8 lipca. Rotor zwyciężył wówczas 3:0 z Rostselmaszem Rostów. W 2000 roku zajął z Rotorem 11. miejsce w lidze. Z kolei w sezonie 2001 znów strzelił 5 goli, a Rotor tym razem był 10. w Premjer Lidze. Sezon 2002 był dla Pawluczenki trzecim i ostatnim w barwach klubu z Wołgogradu. Wystąpił w nim w 21 spotkaniach, w których czterokrotnie zdobywał gola. Łącznie przez trzy lata gry w Rotorze zaliczył 65 spotkań oraz 14 trafień w rozgrywkach ligowych.

### Gra w Spartaku
W 2003 roku Pawluczenko został zawodnikiem Spartaka Moskwa, w którym zastąpił napastnika Władimira Biesczastnycha, odchodzącego do Fenerbahçe SK. Swoje pierwsze spotkanie w barwach nowego klubu rozegrał 15 marca (z Torpedo-Metallurgiem, 0:0). W 2. kolejce ligowej Premjer Ligi w meczu z Ałaniją Władykaukaz (1:2) zdobył swoją pierwszą bramkę dla Spartaka. Ostatecznie w sezonie 2003 zdobył 10 goli i był najskuteczniejszym zawodnikiem swojego zespołu, który zajął 10. miejsce w lidze. 15 czerwca 2003 wystąpił (grał do 87. minuty i został zmieniony przez Aleksandra Daniszewskiego) w finale piłkarskiego Pucharu Rosji, wygranym 1:0 z zespołem FK Rostów. Będąc zawodnikiem Spartaka, zadebiutował też w rozgrywkach Pucharu UEFA (2003/2004), zdobywając w nich jedną bramkę w meczu 1/64 finału z Esbjergiem.
W sezonie 2004 Premjer Ligi Pawluczenko rozegrał 26 spotkań i zdobył 10 bramek. Ponownie był najskuteczniejszym zawodnikiem w drużynie, która zajęła 8. miejsce w ekstraklasie. Rok później, czyli w sezonie 2005 poprawił dorobek bramkowy (11 trafień) i miał swój udział w wywalczeniu przez Spartak wicemistrzostwa kraju. W 2006 roku klub z Moskwy powtórzył osiągnięcie sprzed roku i ponownie był drugi w lidze, tym razem za CSKA Moskwa. Pawluczenko wykazał się wysoką skutecznością – 18 bramek dało mu pierwszy w karierze tytuł króla strzelców ligi i stał się pierwszym zawodnikiem w historii Spartaka, który został najlepszym strzelcem rozgrywek po utworzeniu Federacji Rosyjskiej w 1992 roku.
Jesienią 2006 roku Pawluczenko wystąpił wraz ze Spartakiem w Lidze Mistrzów. Najpierw strzelił bramkę w eliminacyjnym meczu ze Slovanem Liberec (2:1), a w fazie grupowej zdobył 2 gole – w przegranym 1:2 wyjazdowym meczu z Interem Mediolan oraz wygranym 3:1 wyjazdowym ze Sportingiem. Spartak zajął 3. miejsce w swojej grupie i awansował do Pucharu UEFA, jednak odpadł w 3. rundzie. W sezonie 2007 „Krasno-Bielji” trzeci raz z rzędu zostali wicemistrzem kraju. W 21. kolejce ligowej, 12 sierpnia, Pawluczenko zaliczył pierwszego hat-tricka w karierze (Spartak pokonał wówczas 4:0 Rubina Kazań). W całym sezonie zdobył on 14 goli i wespół z Romanem Adamowem z FK Moskwa ponownie został najlepszym strzelcem Premjer Ligi. Jesienią 2007 roku grał ze Spartakiem w Pucharze UEFA i doszedł z nim do 3. rundy. W tamtej edycji pucharu strzelił 5 goli: hat-tricka z BK Häcken (5:0) oraz po jednej bramce w meczach z Bayerem 04 Leverkusen (2:1) i Olympique Marsylia (2:0).
W zespole Spartaka Pawluczenko występował także w sezonie 2008. W jego pierwszej połowie zdobył 6 goli w lidze i do lata 2008 rozegrał 14 spotkań. Łącznie przez 5,5 roku pobytu w Spartaku wystąpił w 141 ligowych meczach, w których strzelił 69 bramek.

### Tottenham Hotspur
30 sierpnia 2008 roku Pawluczenko podpisał kontrakt z angielskim Tottenhamem Hotspur, którego menedżerem był Juande Ramos. Kosztował około 14 milionów funtów. Otrzymał koszulkę z numerem 9, który poprzednio nosił bułgarski napastnik Dimityr Berbatow odchodzący do drużyny Manchesteru United. Zadebiutował w Tottenhamie 15 września 2008 w meczu z Aston Villą (1:2). 24 września w meczu 3. rundy Pucharu Ligi Angielskiej z Newcastle United F.C. (2:1) Pawluczenko po raz pierwszy strzelił bramkę dla Tottenhamu. 26 października 2008 w meczu z Boltonem Wanderers (2:0) Pawluczenko zdobył pierwszą bramkę w Premier League. W spotkaniu 3. rundy Pucharu Anglii z Wigan Athletic (3:1) dwukrotnie trafiał do bramki rywali i został uznany graczem meczu. Natomiast w półfinale Pucharu Ligi zdobył pomagającą w awansie Tottenhamu do finału bramkę z Burnley F.C.(4:1). 1 marca 2009 wystąpił (grał do 65. minuty i został zmieniony przez Jamiego O’Harę) w finale Pucharu Ligi z Manchesterem United (0:0, karne 1:4).

### Kariera w liczbach
Stan na 16 października 2011.
| Klub              | Sezon     | Liga  | Liga | Puchary krajowe | Puchary krajowe | Puchary europejskie | Puchary europejskie | Łącznie | Łącznie |
| Klub              | Sezon     | Mecze | Gole | Mecze           | Gole            | Mecze               | Gole                | Mecze   | Gole    |
| ----------------- | --------- | ----- | ---- | --------------- | --------------- | ------------------- | ------------------- | ------- | ------- |
| Dinamo Stawropol  | 1999      | 31    | 1    | 3               | 0               |                     |                     | 34      | 1       |
| Rotor Wołgograd   | 2000      | 16    | 5    | 1               | 1               |                     |                     | 17      | 6       |
| Rotor Wołgograd   | 2001      | 28    | 5    | 0               | 0               |                     |                     | 28      | 5       |
| Rotor Wołgograd   | 2002      | 21    | 4    | 1               | 0               |                     |                     | 22      | 4       |
| Rotor Wołgograd   | Łącznie   | 65    | 14   | 2               | 1               |                     |                     | 67      | 15      |
| Spartak Moskwa    | 2003      | 27    | 10   | 6               | 3               | 2                   | 1                   | 35      | 14      |
| Spartak Moskwa    | 2004      | 26    | 10   | 3               | 0               | 5                   | 3                   | 34      | 13      |
| Spartak Moskwa    | 2005      | 25    | 11   | 1               | 1               |                     |                     | 26      | 12      |
| Spartak Moskwa    | 2006      | 27    | 18   | 7               | 0               | 10                  | 3                   | 44      | 21      |
| Spartak Moskwa    | 2007      | 22    | 14   | 3               | 0               | 7                   | 6                   | 32      | 20      |
| Spartak Moskwa    | 2008      | 14    | 6    | 0               | 0               | 3                   | 1                   | 17      | 7       |
| Spartak Moskwa    | Łącznie   | 141   | 69   | 20              | 4               | 27                  | 14                  | 188     | 87      |
| Tottenham Hotspur | 2008/2009 | 28    | 5    | 8               | 9               | 0                   | 0                   | 36      | 14      |
| Tottenham Hotspur | 2009/2010 | 16    | 5    | 8               | 5               | 0                   | 0                   | 24      | 10      |
| Tottenham Hotspur | 2010/2011 | 29    | 10   | 2               | 0               | 8                   | 4                   | 39      | 14      |
| Tottenham Hotspur | 2011/2012 | 2     | 0    | 1               | 0               | 5                   | 2                   | 9       | 2       |
| Tottenham Hotspur | Łącznie   | 75    | 20   | 19              | 14              | 13                  | 6                   | 107     | 40      |
| Łącznie           | Łącznie   | 312   | 104  | 44              | 19              | 40                  | 20                  | 396     | 143     |

## Kariera reprezentacyjna

### Gra w reprezentacjach młodzieżowych, a następnie w kadrze A

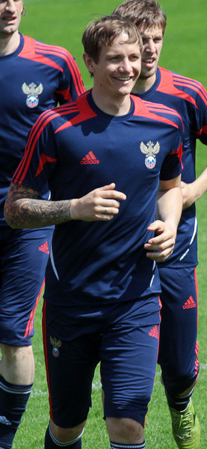
Pawluczenko w barwach reprezentacji Rosji.

W 1999 roku Pawluczenko zagrał dwa razy w reprezentacji Rosji U-19. W latach 2001–2003 występował w reprezentacji U-21 (12 meczów i 6 bramek). W pierwszej reprezentacji „Sbornej” zadebiutował za kadencji selekcjonera Gieorgija Jarcewa, 20 sierpnia 2003 roku w towarzyskim meczu z Izraelem (1:2), rozegranym w Moskwie. Po debiucie nie grał w kadrze narodowej przez ponad 2 lata. Powrócił do niej we wrześniu 2005, gdy selekcjonerem był Jurij Siomin. Wystąpił w trzech meczach eliminacji do Mistrzostw Świata w Niemczech: z Liechtensteinem (2:0), z Luksemburgiem (5:1) (strzelił w nim pierwszego gola w kadrze narodowej) i ze Słowacją (2:0). W latach 2006–2007 występował w kwalifikacjach do Euro 2008 i 17 października 2007 zdobył dwie bramki w spotkaniu z Anglią (2:1) przyczyniając się do awansu „Sbornej” na Mistrzostwa Europy.

### Euro 2008
27 maja 2008 Pawluczenko został powołany przez selekcjonera reprezentacji Guusa Hiddinka do 23-osobowej kadry na Mistrzostwa Europy 2008. Tam został podstawowym zawodnikiem i stworzył atak z napastnikiem Zenitu Petersburg, Andriejem Arszawinem. W pierwszym grupowym spotkaniu z Hiszpanią (1:4) zdobył gola w 86. minucie. W kolejnym meczu, wygranym 1:0 z Grecją, Pawluczenko zagrał przez pełne 90 minut, podobnie jak w następnym ze Szwecją. W 24. minucie tego meczu strzelił gola, a Rosja ostatecznie wygrała 2:0. W 56. minucie ćwierćfinałowego spotkania z Holandią Pawluczenko zdobył swoją trzecią bramkę na Euro 2008, a Rosjanie ostatecznie wygrali 3:1 po dogrywce i awansowali do 1/2 finału. W półfinale z Hiszpanią Pawluczenko zagrał przez 90 minut, jednak zespół Guusa Hiddinka uległ 0:3 i na koniec turnieju zajął 3. miejsce ex aequo z Turcją. Po Euro 2008 UEFA wybrała Pawluczenkę i jego trzech rodaków Jurija Żyrkowa, Konstantina Zyrianowa i Andrieja Arszawina do najlepszej drużyny turnieju.

### Euro 2012
W pierwszym meczu z Czechami w grupie A Rosja wygrała 1:4 a jedną z bramek strzelił Roman Pawluczenko.

### Mecze i gole w reprezentacji
Wykaz meczów i goli Romana Pawluczenki w reprezentacji Rosji (stan na maj 2009):
| #   | Data       | Miasto        | Przeciwnik         | Gol       | Wynik | Rozgrywki     |
| --- | ---------- | ------------- | ------------------ | --------- | ----- | ------------- |
| 1.  | 20.08.2003 | Moskwa        | Izrael             |           | 1:2   | towarzyski    |
| 2.  | 03.09.2005 | Moskwa        | Liechtenstein      |           | 2:0   | el. MŚ 2006   |
| 3.  | 08.10.2005 | Moskwa        | Luksemburg         | Gol       | 5:1   | el. MŚ 2006   |
| 4.  | 12.10.2005 | Bratysława    | Słowacja           |           | 0:0   | el. MŚ 2006   |
| 5.  | 16.08.2006 | Moskwa        | Łotwa              |           | 2:0   | towarzyski    |
| 6.  | 06.09.2006 | Moskwa        | Chorwacja          |           | 0:0   | el. Euro 2008 |
| 7.  | 15.11.2006 | Skopje        | Macedonia Północna |           | 2:0   | el. Euro 2008 |
| 8.  | 07.02.2007 | Amsterdam     | Holandia           |           | 1:4   | towarzyski    |
| 9.  | 22.08.2007 | Moskwa        | Polska             | Gol       | 2:2   | towarzyski    |
| 10. | 08.09.2007 | Moskwa        | Macedonia Północna |           | 3:0   | el. Euro 2008 |
| 11. | 12.09.2007 | Londyn        | Anglia             |           | 0:3   | el. Euro 2008 |
| 12. | 17.10.2007 | Moskwa        | Anglia             | Gol · Gol | 2:1   | el. Euro 2008 |
| 13. | 17.11.2007 | Tel Awiw-Jafa | Izrael             |           | 1:2   | el. Euro 2008 |
| 14. | 26.03.2008 | Bukareszt     | Rumunia            |           | 0:3   | towarzyski    |
| 15. | 23.05.2008 | Moskwa        | Kazachstan         |           | 6:0   | towarzyski    |
| 16. | 28.05.2008 | Burghausen    | Serbia             | Gol       | 2:1   | towarzyski    |
| 17. | 04.06.2008 | Burghausen    | Litwa              | Gol       | 4:1   | towarzyski    |
| 18. | 10.06.2008 | Innsbruck     | Hiszpania          | Gol       | 1:4   | Euro 2008     |
| 19. | 14.06.2008 | Salzburg      | Grecja             |           | 1:0   | Euro 2008     |
| 20. | 18.06.2008 | Innsbruck     | Szwecja            | Gol       | 2:0   | Euro 2008     |
| 21. | 21.06.2008 | Bazylea       | Holandia           | Gol       | 3:1   | Euro 2008     |
| 22. | 26.06.2008 | Wiedeń        | Hiszpania          |           | 0:3   | Euro 2008     |
| 23. | 20.08.2008 | Moskwa        | Holandia           |           | 1:1   | towarzyski    |
| 24. | 10.09.2008 | Moskwa        | Walia              | Gol       | 2:1   | el. MŚ 2010   |
| 25. | 28.03.2009 | Moskwa        | Azerbejdżan        | Gol       | 2:0   | el. MŚ 2010   |
| 26. | 01.04.2009 | Vaduz         | Liechtenstein      |           | 1:0   | el. MŚ 2010   |

## Sukcesy
Spartak Moskwa
- 2003: Puchar Rosji
- 2005: wicemistrzostwo Rosji
- 2006: król strzelców Premjer Ligi (18 goli w 27 meczach), wicemistrzostwo Rosji
- 2007: król strzelców Premjer Ligi (14 goli w 22 meczach), wicemistrzostwo Rosji

Tottenham Hotspur
- 2009: finalista Pucharu Ligi Angielskiej

Reprezentacja Rosji
- 2008: Euro 2008: 3. miejsce, wybór do jedenastki turnieju

## Życie prywatne
Rodzice Pawluczenki Anatolij i Lubow mieszkają obecnie w Krasnodarze wraz z jego siostrą Oksaną. Pawluczenko jest żonaty z Larisą, którą poznał jeszcze podczas nauki w szkole średniej w Czerkiesku, w której siedział z nią w jednej ławce. Dwa lata po ukończeniu szkoły średniej, czyli w grudniu 2000 roku, wzięli ślub. W 2007 roku urodziła im się córka Kristina. W 2008 roku Pawluczenko został wybrany deputowanym do Dumy, czyli Rady Miejskiej miasta Stawropol. Reprezentuje partię Jedna Rosja.